# Кеймбридж-Бей
Кеймбридж-Бей (інуїннактун Iqaluktuuttiaq, інуктитут ᐃᖃᓗᒃᑑᑦᑎᐊᖅ, англ. Cambridge Bay) — село у Канаді, столиця регіону Кітікмеот території Нунавут. Населення становить 1 608 чоловік. Є аеропорт.

## Географія
Розташоване на півдні острова Вікторія Канадського Арктичного архіпелагу.

### Клімат
Село знаходиться у зоні, котра характеризується кліматом полярних пустель. Найтепліший місяць — липень із середньою температурою 8.9 °C (48 °F). Найхолодніший місяць — лютий, із середньою температурою -32.5 °С (-26.5 °F).
| Клімат Кембридж-Бея     | Клімат Кембридж-Бея | Клімат Кембридж-Бея | Клімат Кембридж-Бея | Клімат Кембридж-Бея | Клімат Кембридж-Бея | Клімат Кембридж-Бея | Клімат Кембридж-Бея | Клімат Кембридж-Бея | Клімат Кембридж-Бея | Клімат Кембридж-Бея | Клімат Кембридж-Бея | Клімат Кембридж-Бея | Клімат Кембридж-Бея |
| Показник                | Січ.                | Лют.                | Бер.                | Квіт.               | Трав.               | Черв.               | Лип.                | Серп.               | Вер.                | Жовт.               | Лист.               | Груд.               | Рік                 |
| Абсолютний максимум, °C | −4,9                | −9,4                | −4                  | 6,1                 | 11,5                | 23,3                | 28,9                | 26,1                | 16,4                | 6,9                 | 0                   | −3,4                | 28,9                |
| Середній максимум, °C   | −28,5               | −28,9               | −25,3               | −16,3               | −5,6                | 5,8                 | 12,8                | 9,8                 | 2,5                 | −7,3                | −18,8               | −24,9               | −10,4               |
| Середня температура, °C | −32                 | −32,5               | −29,3               | −20,8               | −9,3                | 2,7                 | 8,9                 | 6,8                 | 0,3                 | −10,4               | −22,3               | −28,3               | −13,9               |
| Середній мінімум, °C    | −35,4               | −36,1               | −33,2               | −25,3               | −13                 | −0,3                | 4,9                 | 3,8                 | −1,9                | −13,5               | −25,7               | −31,8               | −17,3               |
| Абсолютний мінімум, °C  | −52,8               | −50,6               | −48,3               | −42,8               | −35                 | −17,8               | −1,7                | −8,9                | −17,2               | −33                 | −43,9               | −49,4               | −52,8               |
| Норма опадів, мм        | 5.8                 | 4.9                 | 7.1                 | 5.7                 | 7                   | 13.6                | 24.1                | 25.7                | 19.1                | 14.7                | 8                   | 6.1                 | 141.7               |
| Днів з опадами          | 6,3                 | 6,5                 | 7,3                 | 6,6                 | 7,8                 | 6,8                 | 10,2                | 13,1                | 12,2                | 11,8                | 8,4                 | 7,2                 | 104,1               |
| Днів з дощем            | 0                   | 0                   | 0                   | 0                   | 0,9                 | 5,9                 | 10,7                | 12,5                | 7,1                 | 0,6                 | 0                   | 0                   | 37,8                |
| Днів зі снігом          | 6,5                 | 6,8                 | 8,1                 | 7,2                 | 8                   | 2,5                 | 0,1                 | 1,6                 | 6,8                 | 12,5                | 9,1                 | 7,7                 | 76,8                |
| Вологість повітря, %    | 80                  | 79                  | 81                  | 84                  | 86                  | 89                  | 82                  | 86                  | 90                  | 89                  | 86                  | 82                  | 85                  |
| ----------------------- | ------------------- | ------------------- | ------------------- | ------------------- | ------------------- | ------------------- | ------------------- | ------------------- | ------------------- | ------------------- | ------------------- | ------------------- | ------------------- |
| Джерело: Weatherbase    |                     |                     |                     |                     |                     |                     |                     |                     |                     |                     |                     |                     |                     |

## Назва
Англійською мовою село незване на честь принца Адольфа, герцога Кембриджського і перекладається як «Кембриджська бухта». Ескімоська назва мовою інуїннактун Iqaluktuuttiaq означає «місце добре для риболовлі».

## Населення
Населення села Кембридж-Бей за переписом 2011 року становить 1 806 чоловік і для нього характерним є зростання у період від переписів 2001 й 2006 років:
- 2001 рік — 1 309 осіб[4]

- 2006 рік — 1 477 осіб[4]

- 2011 рік — 1 608 осіб.[1]

Данні про національний склад населення, рідну мову й використання мов у селі Кембридж-Бей, отримані під час перепису 2011 року, будуть оприлюднені 24 жовтня 2012 року. Перепис 2006 року дає такі данні:
- корінні жителі — 1 215 осіб,
- некорінні — 260 осіб.

| Мова              | Кількість населення, осіб |
| Тільки англійська | 980                       |
| Тільки французька | 10                        |
| Інша мова (мови)  | 480                       |

| Мова                                          | Кількість населення, осіб |
| Тільки англійська                             | 1405                      |
| Тільки французька                             | 0                         |
| Французька і англійська                       | 50                        |
| Не володіють ані англійською, ані французькою | 10                        |

| Мова                         | Кількість населення, осіб |
| Англійська                   | 1 345                     |
| Французька                   | 10                        |
| Неофіційна мова              | 130                       |
| Англійська і неофіційна мови | 0                         |

| Мова                         | Кількість населення, осіб |
| Англійська                   | 810                       |
| Неофіційна мова              | 20                        |
| Англійська і неофіційна мови | 15                        |